# Tous ensemble (Serbie)
Pour les articles homonymes, voir Tous ensemble (homonymie).
Tous ensemble (en serbe cyrillique : Све заједно ; en serbe latin : Sve zajedno) est une coalition politique qui a participé aux élections législatives serbes de 2012. Elle était emmenée par Emir Elfić, le président de l'Union démocratique bosniaque (BDZ). Elle a recueilli 24 993 voix, soit 0,64 % des suffrages, et a obtenu un siège sur 250 à l'Assemblée nationale de la République de Serbie au titre de la représentation des minorités nationales.

## Membres
La coalition est constituée des partis politiques suivants :
- Union démocratique bosniaque (BDZ)
- Alliance civique des Hongrois (GSM)
- Union démocratique des Croates (DZH)
- Mouvement espoir hongrois (MRM)
- Parti de l'unité hongroise (MEP)